# Известия физической культуры (журнал)
«Известия физической культуры» — советский журнал по проблемам физической культуры и спорта.

## История журнала
Основан в 1924 году в Москве. Являлся печатным органом Высшего совета физической культуры. Имел подзаголовок «Двухнедельный иллюстрированный журнал».
За четыре года издания был опубликован 81 выпуск журнала в которых содержалось около 800 статей и заметок в основном отражающих хронику спортивной и физкультурной жизни в СССР.
У журнала имелись приложения:
- Пролетарский спорт. — М., 1925.
- Теория и практика физкультуры. — М., 1925.

С 1928 года вместо него и газеты «Красный спорт» выходит журнал «Физкультура и спорт».